# Thubten Nyinye
Thubten Nyinye (Tsang, ? - 1933) was een Tibetaans geestelijke. Hij was als tulku de eerste Tsangpa Tritrül (gtsang pa khri sprul).
Nyinye studeerde in de college Loseling van het klooster Drepung en in colleges van het klooster Gyütö. In dit laatste klooster werd hij aangesteld als disciplinair hoofd en hoofd opleidingen.
Hij werd vervolgens abt van het klooster Gyütö en daarna Jangpa Choje van het college Ganden Jangtse. Vervolgens was hij de tweeënnegentigste Ganden tripa gedurende twee à drie maanden in 1933 tot aan zijn dood en daarmee de hoofdabt van het klooster Ganden en hoogste geestelijke van de gelugtraditie in het Tibetaans boeddhisme.